# 智慧樹 (澳大利亞)
智慧樹是一棵位於澳大利亞昆士蘭州巴卡爾丁的樹，其所在地被視為澳大利亞工黨的誕生地。

## 概述
智慧樹是一棵年齡為200歲的桉樹。此樹的所在地被視為澳大利亞工黨的誕生地，全因巴卡爾丁在1891年澳大利亞剪羊毛者罷工期間是工人的總部，且工人們大部份決定和計劃均在此處定下。

## 象徵
於1891年，一批正在進行抗議的剪羊毛者在智慧樹樹蔭下成立了澳大利亞工黨。於1892年，工黨成員在智慧樹下誦讀了工黨的成立宣言。因此，此樹成為了工黨的一個重要象徵。

## 死亡
於1991年，人們發現此樹患上了頂枯病。於2006年，此樹更被一些破壞者以草甘膦（一種除草劑）毒害。此樹最終不敵草甘膦的毒害，於2006年10月3日被一位樹藝師宣佈死亡。之後，澳大利亞工黨懸賞A$10,000收集一切關於破壞者的資訊。
此樹的遺骸於2007年7月29日被移除。根據昆士蘭州政府指出，此樹的遺骸正在進行木材防腐。在防腐工程完結時，高7米，闊2米的遺骸將會移送至一個特殊保存設施。

## 紀念
在此樹死亡前，一些工黨成員把其部份樹枝剪了下來，並在巴卡爾丁栽種。這些樹枝現在仍然在成長中。此樹的複製品亦被栽種在布里斯本的環境經濟專區內。於2008年，前昆士蘭農業、漁業和林業部的工人成功將此樹複製。
於2011年4月19日，澳大利亞總理茱莉雅·吉拉德與澳大利亞首都直轄區首席部長喬恩·斯坦霍普於堪培拉國立樹木園（National Arboretum Canberra）中參與了智慧樹扦插儀式。
於2009年5月2日，位於此樹原址上的紀念館完工。此紀念館建造費用高達A$500萬。紀念館於2010年獲得了澳大利亞建築師學會（Australian Institute of Architects）國家建築獎的國家公共建築獎。

## 外部連結
- TimesOnline.co.uk Archive.today的存檔，存档日期2007-03-11 -  An article on the death of the tree.

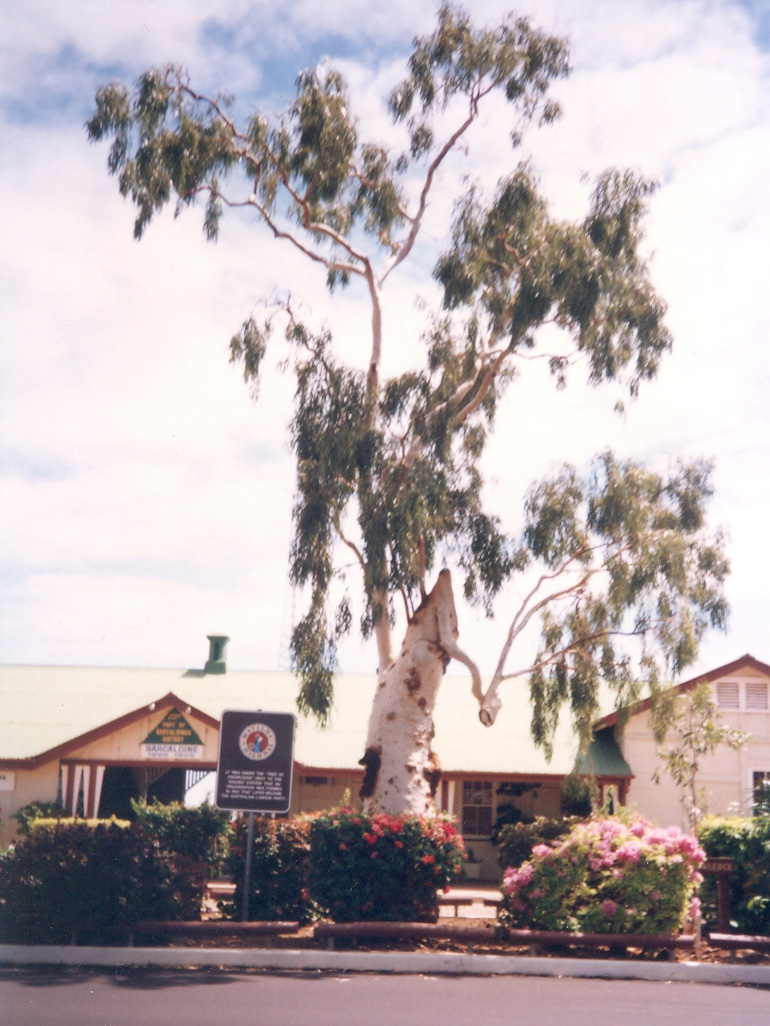
位於巴卡爾丁的智慧樹（攝於1997年）

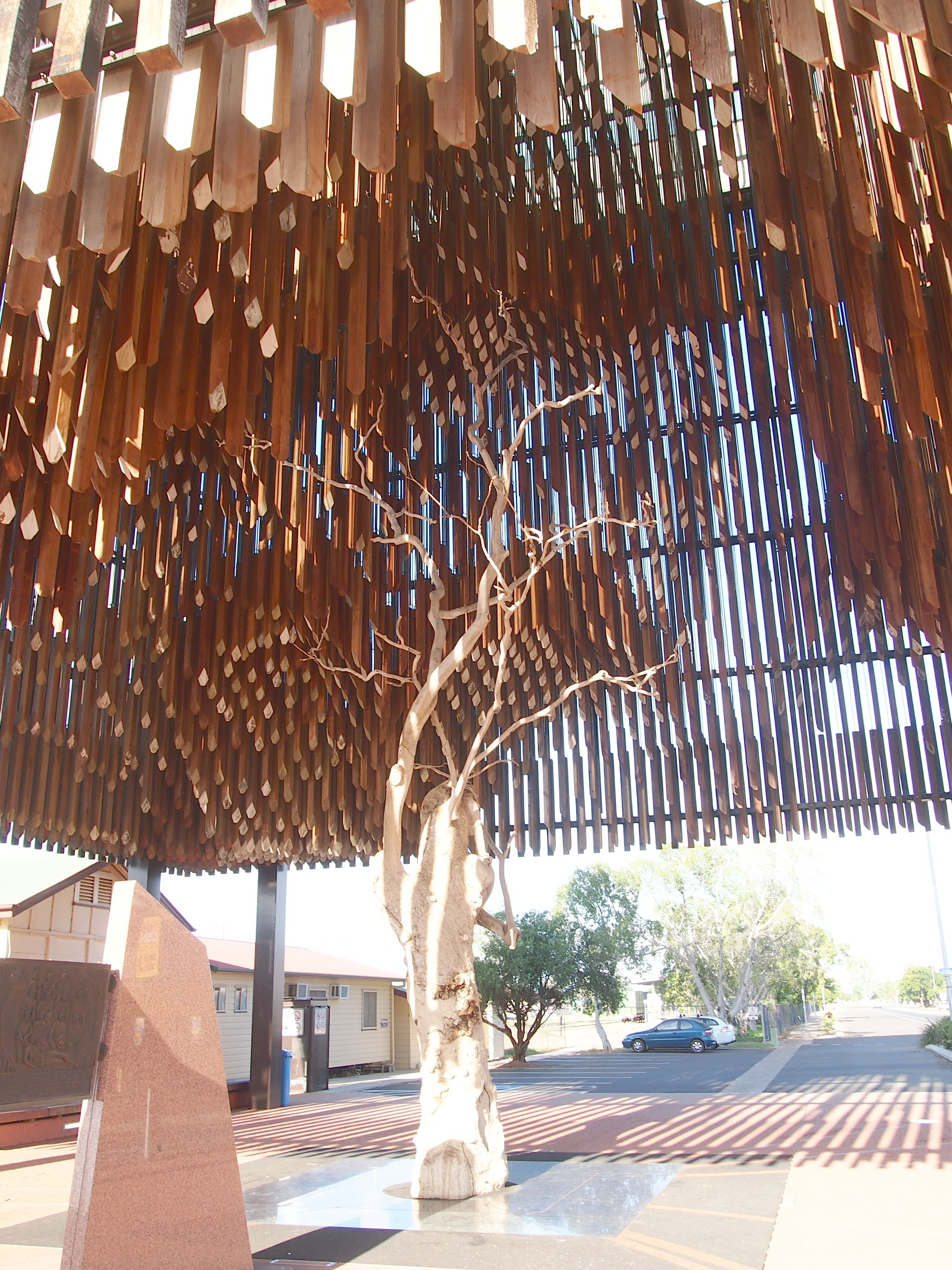
智慧樹被保留下來的樹幹部份

- National Heritage Values for Tree of Knowledge Department of the Environment and Heritage
- Tree of knowledge receiving world-class the treatment （页面存档备份，存于）. Ministerial Media Statement.

23°33′8″S 145°17′23″E / 23.55222°S 145.28972°E